# 利和广场
利和广场，又稱中山國際金融中心，位于广东省中山市CBD的核心区域路段中山三路；高度为209米；結構為雙子星設計，东塔为中山市金融中心，西塔为希尔顿酒店；於2012年4月28日開業。

## 简介
利和广场位于中山市CBD的核心区域路段，号称「珠江西岸最高地标」，并创造了多个第一：中山最高楼(2017)、中山首家希尔顿酒店，開業時入駐的商家有不少是首次進入中山的國際知名品牌，而附属的利和国际公寓亦以每平方13000元人民币破下中山市的楼价纪录。

## 接驳交通
- 中山BRT